# Mesembia hospes
Mesembia hospes är en insektsart som först beskrevs av Myers 1928.  Mesembia hospes ingår i släktet Mesembia och familjen Anisembiidae. Inga underarter finns listade i Catalogue of Life.